# Vokalist
En vokalist er en sanger. En vokalist bruger sin stemme som et instrument og bruger forskellige teknikker til at frembringe lyde.
| Musik | Spire Denne musikartikel er en spire som bør udbygges. Du er velkommen til at hjælpe Wikipedia ved at udvide den. |